# Адъл (Айдахо)
Адъл (на английски: Athol) е град в окръг Кутни, щата Айдахо, САЩ. Адъл е с население от 676 жители (2000) и обща площ от 2 km². Намира се на 729 m надморска височина. ЗИП кодът му е 83801, а телефонният му код е 208.